# Кварцевый песок для пескоструйной обработки
Кварцевый песок для пескоструйной обработки — твердый абразивный материал природного происхождения, получаемый открытой добычей из карьеров и обводненных речных русел или с помощью дробления породы жильного молочно-белого кварца.

## Физико-химические свойства
- Кварцевый песок отличается от других видов песка природного происхождения (морского, горного, речного) особенностями своего состава и физическими свойствами:
- Мономинеральность. В состав кварцевого песка преимущественно входит диоксид кремния SiO2 (от 50 %), что обеспечивает такое важное свойство как прочность.
- Прочность. Уровень твердости кварцевого песка по шкале Мооса равен 7 (из 10). Это дает возможность тщательно проводить очистку даже застарелых и грубых покрытий, а также проводить до 2 циклов рекуперации (повторного использования).
- Химическая инертность. Диоксид кремния — химически инертное вещество, вступающее в реакцию с другими веществами только под воздействием высоких температур (выше 1000°С).
- Низкая влажность. Кварцевый песок перед применением подвергается специальной обработке, включающей сушку до уровня влажности не более 0,5 %. Однако сохранение уровня влажности зависит от условий хранения песка и может меняться при ненадлежащем содержании (в сыром помещении, на открытых площадках и т. д.).
- Оптимальный гранулометрический состав. Кварцевый песок для пескоструйной обработки проходит предварительный рассев на 20 и более фракций размером от 0,1 мм до 10 мм (в зависимости от производителя). Это позволяет точно подбирать фракцию песка под конкретный вид работ.

## Сферы применения
Кварцевый песок используют для пескоструйной обработки различных поверхностей с целью решения ряда задач:
1. Механическая очистка металлических поверхностей и подготовка к покраске в соответствии с ГОСТ 9.402-2004[1]:
  - устранение старых ЛКМ
  - загрязнений, ржавчины и окалины
  - обезжиривание
  - нанесение профиля шероховатости высотой от 37 до 70 микрон
  - полировка.
2. Кварцевый песок способен справиться с очисткой металлических поверхностей до степени Sa 2 (в соответствии с ISO 8501-1:2007[2] и ISO 8504-2:2000[3]).
3. Механическая очистка бетонных и кирпичных поверхностей.
4. Механическая очистка деревянных поверхностей.
5. Нанесение декоративных элементов. Мелкие фракции кварцевого песка (пыль, мука, крупка) используются для художественного оформления металлических, стеклянных, фарфоровых и пластиковых поверхностей (мебели, перегородок, предметов искусства, посуды и т. д.).

## Технология использования
Кварцевый песок для пескоструйной обработки подходит для большинства типов пескоструйных аппаратов инжекторного и напорного типа, а также для пескоструйных камер дистанционного управления. Выбор аппарата зависит от вида решаемой задачи и выбранной фракции песка.
Скорость пескоструйной обработки кварцевым песком достигает 6 кв.м./час.
Песок определенной фракции засыпается в отсек для абразива и затем с помощью сжатого воздуха подается по шлангу и выводится наружу через сопло или пистолет. За все время практики пескоструйной обработки сложилось два ее вида — сухая и влажная.
Сухая пескоструйная обработка — предполагает подачу абразива под напором струи воздуха.
Кварцевый песок не используется для сухой пескоструйной обработки в связи с высокой опасностью вдыхания кварцевой пыли. В России с 26 мая 2003 года действует Постановление № 100 главного санитарного врача РФ Г. Г. Онищенко «О введении в действие санитарно-эпидемиологических правил СП 2.2.2.1327-03», в соответствии с п. 4.10 которого не допускается производство пескоструйных работ с применением сухого песка, а очистка песком с водой должна производиться в герметичном оборудовании с дистанционным управлением. К тому же сухая пескоструйная обработка кварцевым песком неэффективна при подготовке поверхностей к покраске, так как абразив оставляет много пыли на поверхности.
Влажная пескоструйная (гидроструйная) обработка — предполагает подачу абразива под напором струи воды либо смешанной струи воды и воздуха. Влажная пескоструйная обработка применяется в двух случаях:
- для чистой обработки поверхностей без образования кварцевой пыли и перерасхода абразива
- для мягкой обработки поверхностей мелкими фракциями абразива.

## Техника безопасности
В настоящее время использование кварцевого песка для пескоструйной обработки в ряде стран ограничено или запрещено, так как пыль, образующаяся в результате его механического измельчения, попадая в легкие, может вызвать серьезное заболевание — силикоз. В связи с этим диоксид кремния отнесен к III классу опасности по предельно допустимой концентрации (пдк) вредных веществ в воздухе рабочей зоны в соответствии с ГОСТ 12.1.005-88.
В России использование кварцевого песка разрешено для гидроструйной обработки в закрытых камерах с дистанционным управлением, однако на практике его также применяют и в пескоструйных аппаратах при условии строгого соблюдения техники безопасности и использования средств индивидуальной защиты:
1. Костюм абразивоструйщика
2. Кожаные рукавицы
3. Герметичная обувь
4. Пескоструйный шлем с системой фильтрации и подачи воздуха
5. Наушники или беруши